# ヘルマン3世 (ライン宮中伯)

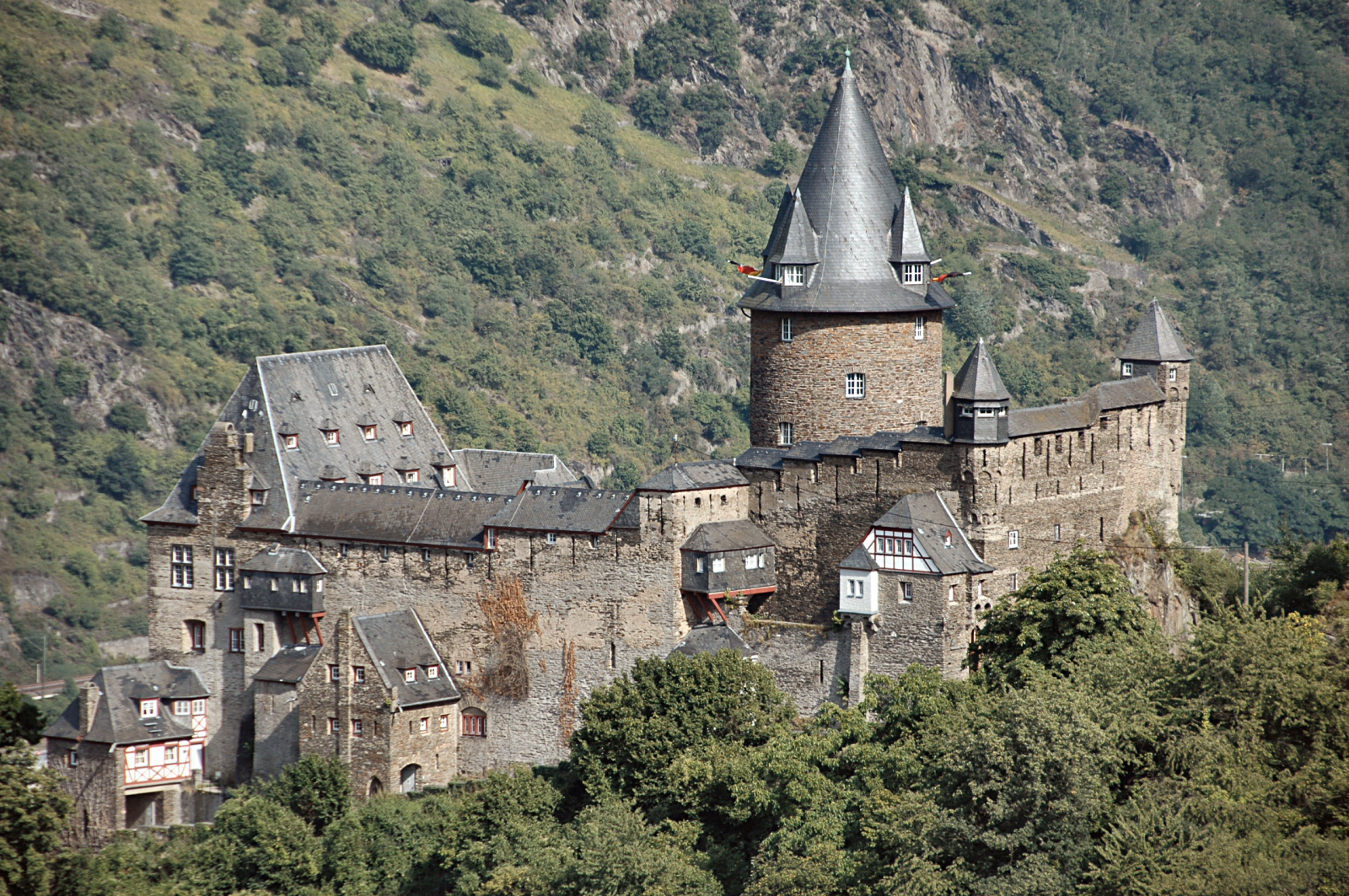
シュターレック城、現在はユースホステルとなっている。

ヘルマン3世（Hermann III.）またはヘルマン・フォン・シュターレック（Hermann von Stahleck、? - 1156年9月20日）は、ライン宮中伯（在位：1142年 - 1156年）。

## 生涯
ヘルマンはゴズヴィン・フォン・シュターレックとルイトガルト・フォン・ヘンゲバッハとの間の唯一の息子である。母ルイトガルトはハインリヒ1世・フォン・カッツェンエルンボーゲンの寡婦で、ヘルマンの異父兄にハインリヒ2世・フォン・カッツェンエルンボーゲンがおり、ハインリヒ2世は1138年にローマ王コンラート3世から伯位を与えられた。ヘルマンはシュヴァーベン大公フリードリヒ1世の娘ゲルトルートと結婚し、コンラート3世の義兄弟および皇帝フリードリヒ1世の義理の叔父となった。
ヘルマンは父よりビルトハウゼン伯（現在のミュンナーシュタット区マリア・ビルトハウゼン）およびラインの伯（バッハラッハ近くのシュターレック城）として東フランケンの領地と地位を相続した。また、1142年もしくは1143年に、バーベンベルク家のライン宮中伯ハインリヒ2世がオーストリア辺境伯位を得た後に、義兄弟であるコンラート3世によりライン宮中伯とされた。ハインリヒ2世の前任者の親族、特にザルム伯オットー1世（アルデンヌ家）からの主張を抑えての就任であった。
1147年から1148年までヘルマンはヴェンド十字軍に参加した。
マインツ大司教との確執により2度にわたり破門の宣告を受けた。フリードリヒ1世は「犬運び」の不名誉な罰を与えたが、両者の関係は変わらずヘルマンは最期までフリードリヒ1世に仕えた。
ヘルマンは最初エーブラハ修道院に葬られたが、エーブラハの娘修道院でありヘルマンが創設したシトー会のビルトハウゼン修道院が完成した後にこちらに改葬された。
フリードリヒ1世は、ヘルマンの死後、ライン宮中伯位を自らの異母弟コンラートに与えた。